# Movimiento periódico
Se le llama movimiento periódico al tipo de evolución temporal que presenta un sistema cuyo estado se repite exactamente a intervalos regulares de tiempo.
El tiempo mínimo T necesario para que el estado del sistema se repita se llama período.  Si el estado del sistema se representa por S, se cumplirá:

{\displaystyle S(t)=S(t+T),\qquad T>0,\ \forall t}

## Ejemplos
- Un movimiento armónico simple es un movimiento periódico.
- La oscilación de un péndulo plano sin amortización es también un movimiento periódico.
- Una rotación con velocidad constante alrededor de un eje fijo es un movimiento periódico.
- La Tierra girando alrededor del Sol realiza un movimiento casi periódico.
- Las mareas son un movimiento periódico.
- El latido del corazón.